# Фейхтнер, Василий Васильевич
Василий Васильевич Фейхтнер (1815—1889) — российский военно-инженерный деятель. Генерал-лейтенант (1869).

## Биография
Из дворян Санкт-Петербургской губернии.
В службе с 1830 года. С 1832 года после окончания Николаевского инженерного училища произведён в прапорщики. С 1835 года после окончания с отличием Офицерских классов был назначен офицером учебного саперного батальона, Брест-Литовской и Варшавской инженерных команд. С 1840 года адъютант начальника инженеров И. И. Дена. С 1850 году командир Ивангородской инженерной команды.
В 1862 году произведён в генерал-майоры с назначением начальником инженеров Царства Польского. С 1864 года начальник инженеров Варшавского военного округа. С 1865 года вице-председатель а с 1877 года председатель Совета правлений Варшавско-Бромбергской и Варшавско-Венской железных дорог. В 1869 году произведён в генерал-лейтенанты. С 1884 года в запасных войсках.
Был награждён всеми российскими орденами вплоть до ордена Святого Александра Невского с бриллиантовыми знаками пожалованные ему 19 декабря 1882 года.